# Vall d'Hebron (metrostation)
Vall d'Hebron is een metrostation aan Lijn 3 (groene lijn) en eindstation van lijn 5 (blauwe lijn) van de metro van Barcelona. Het station ligt onder de Passeig de la Vall d'Hebron, tussen Avinguda Jordà en Camí de la Granja.
Het station aan lijn 3 is geopend in 1985, als de lijn uit wordt gebreid van Lesseps tot Montbau, en heeft aan twee kanten perrons en daarboven een hal met twee ingangen vanaf het straatniveau. Het eindstation van lijn 5, geopend in 2010 sinds de uitbreiding van deze lijn door de buurten Horta en El Carmel, heeft een eilandperron dat op 41,5 meter onder straatniveau ligt. Door het verschil in diepte met L3 en de straat, dalen er lange (rol)trappen af naar beneden. In dit trappenhuis zijn meerdere kunstwerken te vinden, zoals een 'meetlint' langs de roltrap met spreuken en gedachtes ter overdenking.
In de buurt van Vall d'Hebron zijn de Sant Genís metrowerven, de remise van lijn 3, welke aansluiting hebben op die lijn aan elke kant van het station.

## Omgeving
Via Vall d'Hebron zijn de volgende plekken te bereiken:
- De markt van Vall d'Hebron
- Het ziekenhuis Vall d'Hebron
- Faculteiten van de Universiteit van Barcelona